# Aleurocybotus cereus
Aleurocybotus cereus es un hemíptero de la familia Aleyrodidae, con una subfamilia: Aleyrodinae. Fue descrita científicamente en 2005 por Martin.